# Matteo Aicardi
Matteo Aicardi (Finale Ligure, Provincia de Savona, Italia, 19 de abril de 1986) es un jugador italiano de waterpolo. Actualmente juega para el Pro Recco.
Es internacional absoluto con la selección italiana desde 2006, con la que ganó el Campeonato Mundial de 2011 y de 2019.

## Títulos

### Clubes
- Ligas italianas: 7

Pro Recco: 2012-13, 2013-14, 2014-15, 2015-16, 2016-17, 2017-18, 2018-19
- Copas de Italia: 7

Pro Recco: 2012-13, 2013-14, 2014-15, 2015-16, 2016-17, 2017-18, 2018-19
- Liga de Campeones LEN: 1

Pro Recco: 2015-16
- Copas LEN: 2

Rari Nantes Savona: 2010-11, 2011-12

### Selección
- Juegos Olímpicos

Londres 2012: 
- Campeonato Mundial

Shanghái 2011: 
Gwangju 2019: 
- Liga Mundial

Florencia 2011: 
- Campeonato Europeo

Zagreb 2010: 
Budapest 2014: 
- Juegos Mediterráneos

Pescara 2009: 
- Campeonato del mundo junior

Nápoles 2003: 
- Campeonato Europeo junior

Bari 2002: 